# Franz Weiß (Politiker, 1900)
Franz Weiß (* 31. Dezember 1900 in München; † 29. Juni 1979 in Gauting) war ein deutscher Politiker (Bayernpartei, CSU).

## Leben
Weiß besuchte die Mittelschule, studierte Betriebswirtschaft, Volkswirtschaft und Staatswissenschaften und war Syndikus in einer Bank in München. Von 1926 bis 1933 leitete er beim Bayerischen Rundfunk die Rechtsabteilung und war Stellvertreter des Verwaltungsdirektors; er wurde aus politischen Gründen entlassen. Daraufhin arbeitete er in leitenden Positionen in der Wirtschaft, dort vor allem in der Industrie in Württemberg und ab 1946 als Steuerberater in München.
Weiß war bis 1933 Mitglied der BVP. Nach Ende des Zweiten Weltkrieges gehörte er zunächst der Bayernpartei an. 1946 gehörte er dem Beratenden Landesausschuss an, danach war er geschäftsführender Präsident des Beirats im Staatsministerium für Wirtschaft und er gehörte dem Gutachterausschuss des Bundesministeriums der Verteidigung an. Ende 1947 wurde er für die Gruppe der Freien Berufe in den neu gegründeten Bayerischen Senat berufen. Diesem gehörte er bis Ende 1950 an, als er in den Landtag gewählt wurde. Am 21. August 1953 wechselte er zur CSU, das Landtagsmandat führte er bis zum Ende der Wahlperiode 1954 aus.